# サン・イナシオBE
サン・イナシオBE（San Inazio Beisbol Elkartea）は、スペイン・バスク州ビスカヤ県ビルバオに本拠地を置く野球クラブ。1950年代初頭に設立され、ディビシオン・デ・オノール（1部）に所属している。

## 歴史

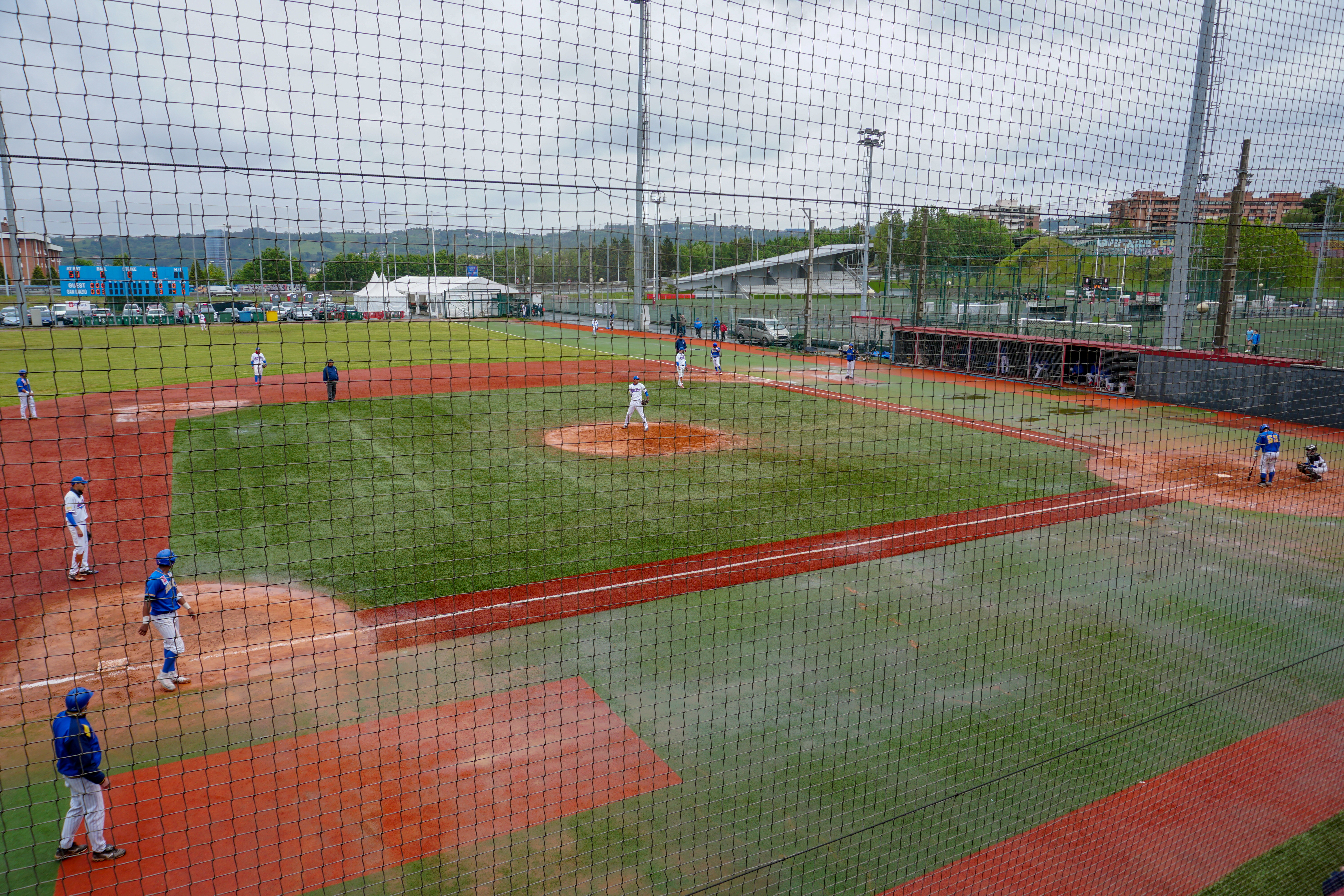
2019年のコパ・デル・レイ決勝のCBSサン・ボイ戦

1950年代初頭にはペドロ・アルダイによって、ビルバオのデウスト区サン・イナシオ地区にサン・イナシオ・キロル・エルカルテアが設立された。当時のビスカヤ県にはサン・イナシオの他にもいくつかのチームがあり、地域リーグ戦が行われた。1950年代後半にはサントゥルセのビルバオ港に寄港したアメリカ海軍の船員チームと親善試合を行い、サン・イナシオは試合に敗れたものの、友好の証として粉ミルクの箱を譲られた。
2010年にはコパ・デル・レイ・デ・ベイスボルで決勝に進出したが、テネリフェ・マーリンズに初優勝を阻まれた。2017年シーズンには20人の選手が在籍していたが、バスク州出身者が7人、ベネズエラ出身者が10人、キューバ出身者が2人、ジャマイカ出身者が1人であり、バスク州以外のスペイン出身者はいなかった。
2018年にはディビシオン・デ・オノールで20勝12敗の成績を残し、テネリフェ・マーリンズとバレンシア・アストロズに次ぐ過去最高位の3位でシーズンを終えた。2019年にはディビシオン・デ・オノールで20勝8敗の成績を残し、テネリフェ・マーリンズに次ぐ過去最高位の2位でシーズンを終えた。同年のコパ・デル・レイでは9年ぶりに決勝に進出したが、CBSサン・ボイに初優勝を阻まれた。

## 組織
- サン・イナシオA（トップチーム）
- サン・イナシオB（Bチーム）
- サン・イナシオ・フベニール（U-19チーム）
- サン・イナシオ・カデテ（U-16チーム）
- サン・イナシオ・インファンティル（U-14チーム）

## タイトル
- コパ・デル・レイ・デ・ベイスボル（スペイン語版） 準優勝: 2回
  - 2010, 2019